# Paul Bondis
Paul Bondis, né le 5 janvier 1895 à Constantine (Algérie) et mort le 15 avril 1986 à Paris, est un général français, grand-croix de la Légion d'honneur et titulaire de la Silver Star. 
Il se distingue au cours de la Seconde Guerre mondiale comme commandant de l'infanterie divisionnaire de la 4e division marocaine de montagne (4e DMM) en 1944-1945 puis, au cours de la Guerre d'Indochine, comme commandant des forces terrestres du Sud-Vietnam en 1951-1953.

## Biographie
Saint-cyrien, il combat durant la Première Guerre mondiale puis s'illustre au cours de la Seconde Guerre mondiale comme commandant de l'infanterie divisionnaire (1er RTM, 2e RTM et 6e RTM) de la 4e division marocaine de montagne (4e DMM) au cours de la campagne d'Italie en mai-juillet 1944, de la libération de la France, notamment lors de la bataille des Vosges et de la campagne d'Allemagne. Il est décoré de la Silver Star Medal américaine pour sa conduite,.
Après la guerre, il est nommé adjoint au commandant supérieur des troupes au Maroc de 1946 à 1949 puis, en 1950, commandant de l'école de Saint-Cyr. 
En 1951, promu général de division, il devient commissaire de la République et commandant des forces terrestres du Sud-Vietnam au cours de la Guerre d'Indochine, en remplacement du général Chanson assassiné,. 
Rapatrié en décembre 1953, il est nommé inspecteur général adjoint des forces terrestres, maritimes et aériennes de l'Afrique du Nord en 1954. 
Il quitte le service actif en février 1955 peu après avoir été promu général de corps d'armée en début d'année. 
Il est élevé à la dignité de grand-croix de la Légion d'honneur en 1956 pour services exceptionnels de guerre en Extrême-Orient.

## Décorations

### Françaises
- Grand-croix de la Légion d'honneur (15 octobre 1956)[8]
  - Grand officier le 13 janvier 1949
  - Commandeur le 10 février 1945
  - Officier le 17 décembre 1933
  - Chevalier le 29 décembre 1922
- Croix de guerre 1914–1918 (1 citation)
- Croix de guerre 1939–1945 (3 citations)
- Croix de guerre des Théâtres d'opérations extérieurs (7 citations)

### Étrangères
- Silver Star Medal (États-Unis) (États-Unis)[3]
- Officier de l’ordre de l'Empire britannique (Royaume-Uni)
- Croix de la Vaillance (Viêt Nam)
- Grand-officier de l’ordre national du Viêt Nam
- Ordre du Mérite militaire chérifien (Maroc)
- Grand-officier de l’ordre du Ouissam alaouite (Maroc)
- Grand-officier de l’ordre du Nichan Iftikhar (Tunisie)